# Беденьга
Беденьга — река в России, протекает в Татарстане и Ульяновской области. Левый приток Кильны.
Длина реки 30 км, площадь водосборного бассейна 269 км². Исток вдали от населённых пунктов на севере Ундорских гор в Ульяновском районе Ульяновской области. Общее направление течения — северо-восточное. Среднее и нижнее течение проходит в Тетюшском районе Татарстана. Впадает в Кильну по её левому берегу напротив деревни Салмановка (12 км от устья).
Сток реки и притоков зарегулирован. Основной приток — Тарханка (длина 18 км, впадает в низовьях справа).
Населённые пункты на реке (от истока): Русская Беденьга (Ульяновск. обл.), Татарская Беденьга, Бакрчи, Утямишево, Починок-Ново-Льяшево (все — Татарстан). Крупнейшее село в бассейне — Большие Тарханы (Татарстан).

## Гидрология
Река со смешанным питанием, преимущественно снеговым. Замерзает в начале ноября, половодье в конце марта. Средний расход воды в межень у устья — 0,06 м³/с.
Густота речной сети территории водосбора 0,29 км/км², лесистость 3 %. Годовой сток в бассейне 78 мм, из них 70 мм приходится на весеннее половодье. Общая минерализация от 200 мг/л в половодье до 700 мг/л в межень.

## Данные водного реестра
По данным государственного водного реестра России относится к Верхневолжскому бассейновому округу, водохозяйственный участок реки — Свияга от села Альшеево и до устья, речной подбассейн реки — Волга от впадения Оки до Куйбышевского водохранилища (без бассейна Суры). Речной бассейн реки — (Верхняя) Волга до Куйбышевского водохранилища (без бассейна Оки).
Код объекта в государственном водном реестре — 08010400612112100002461